# Apollo 440
Apollo 440 (також: Apollo Four Forty, та @440) — англійський музичний гурт, що виконує музику у стилі електро-року, брейкбіту, тріп-гопу та Біґ-біту. Назва колективу походить від імені грецького бога Аполлона, та музичного тону, частотою у 440 Гц (нота «ля» першої октави) яка слугує стандартом для музичної частоти.

## Історія гурту
У 1990 році музиканти Тревор Ґрей (клавішні, вокал), Говард Ґрей (бек-вокал), Ноко (Норман Фішер Джонс,вокал, гітара, клавішні) та Джеймс Ґарднер вирішують створити музичний гурт.
У 1991 році вони відкривають свій власний лейбл «Stealth Sonic Recordings». Всі члени команди при написанні треків використовують власний вокал, набори семплів та синтезований звук.
Перші синґли «Blackout» (1992), «Destiny» (1992) та «Lolita» (1992), стають клубними хітами, «Apollo 440» отримують широку популярність. Далі йдуть ремікси на «U2», «EMF» та «Pop Will Eat Itself», які закріплюють перший успіх. Більш масштабна популярність прийшла до гурту в 1993 році після виходу синґлу «Astral America», записаного з використанням семплів з хіта популярного у 70-і роки гурту «Emerson, Lake & Palmer».

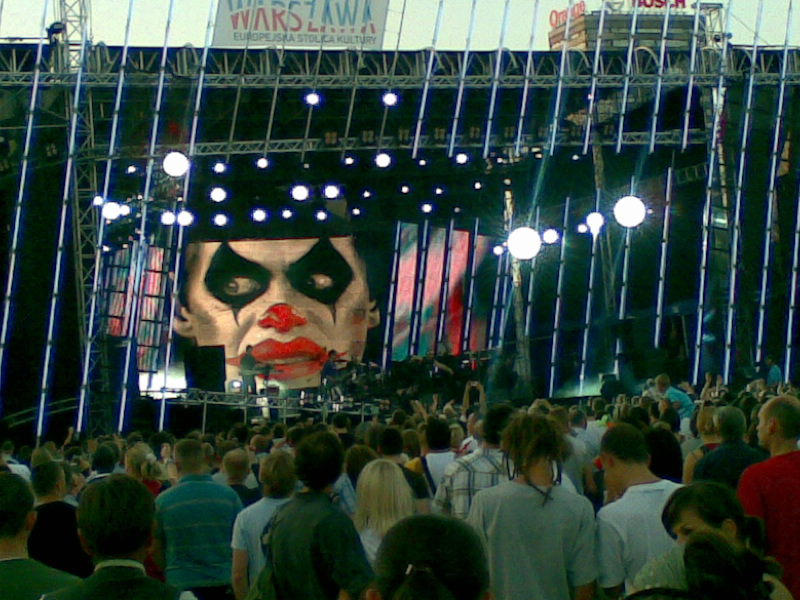
«Apollo 440» у Варшаві на «Orange Warsaw Festival», 2008 рік

Після переїзду з Ліверпцуля в лондонський район Кемден Таун гурт записує та випускає свій дебютний альбом Millennium Fever (1995), після чого Джеймс Ґарднер залишає гурт.
У 1996 році музиканти змінюють написання назви з «Apollo 440» на «Apollo Four Forty», хоча для останнього альбому гурту повернула колишнє написання.
У 1997 виходить альбом «Electro Glide in Blue», випущеним на лейблі «550». Альбомом складається з поєднань техно, тріп-гоп та драм-н-бас-семплів з елементами поп, фанк, джаз і класичної музики, плюс до цього музика з фільмів. Композиція «Is not Talkin 'About Dub», ремікс на пісню гурту «Van Halen», потрапляє у Тор10 Британії. Результат не тільки перевершив очікування фанів, а й істотно розширив коло слухачів гурту.
У наступному році їх тема до фільму «Lost In Space» стартує з 4-го місця у чартах США. В цьому ж році вони стають першим гуртом, який написав повноцінний саундтрек гри для «PlayStation».
У 2000 році гурт взяв участь у записі саундтреку до фільму «Янголи Чарлі».
Далі йдуть альбоми «Gettin 'High on Your Own Supply» (1999) та «Dude Descending a Staircase» (2003). Весь цей час гурт не забуває про живі концерти і активно виступає. Гурт співпрацює з різними вокалістами, не віддаючи перевагу комусь одному.
Понад 50 треків гурту використані у саундтреках до фільмів, комп'ютерних ігор, та рекламних роликах.
На даний момент «Apollo 440» базуються у лондонському районі Іслінґтон, куди вони переїхали з офісом своєї фірми, яка називається «Apollo Control».
30 січня 2012 року відбувся вихід п'ятого студійного альбому «The Future's What It Used To Be», випущеним на лейблі «Stealth Sonic».

## Apollo 440 та Україна
Гурт «Apollo 440» здійснив великий тур по Україні у 2007-му році, під час якого дав 7 концертів у великих містах.
У 2008 році гурт «Apollo 440» зробили ремікс на композицію «One New Message» гурту «Gorchitza».
На початку 2009 року Фагот з «Танок на майдані Конґо» у Лондоні записав спільний трек з Apollo 440 — «Odesa DubStep», що базується на спогадах про спільний тур гуртів Україною.
У 2012 році гурт виступив на фестивалі «The Best City» під Дніпром.

## Склад гурту

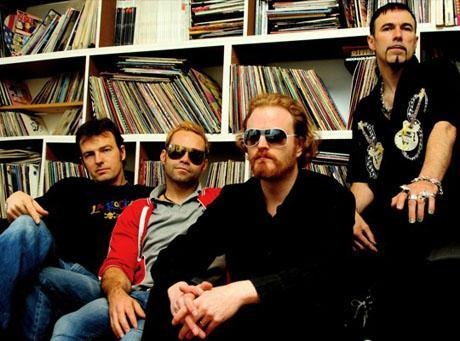
Гурт «Apollo 440», 2010 рік

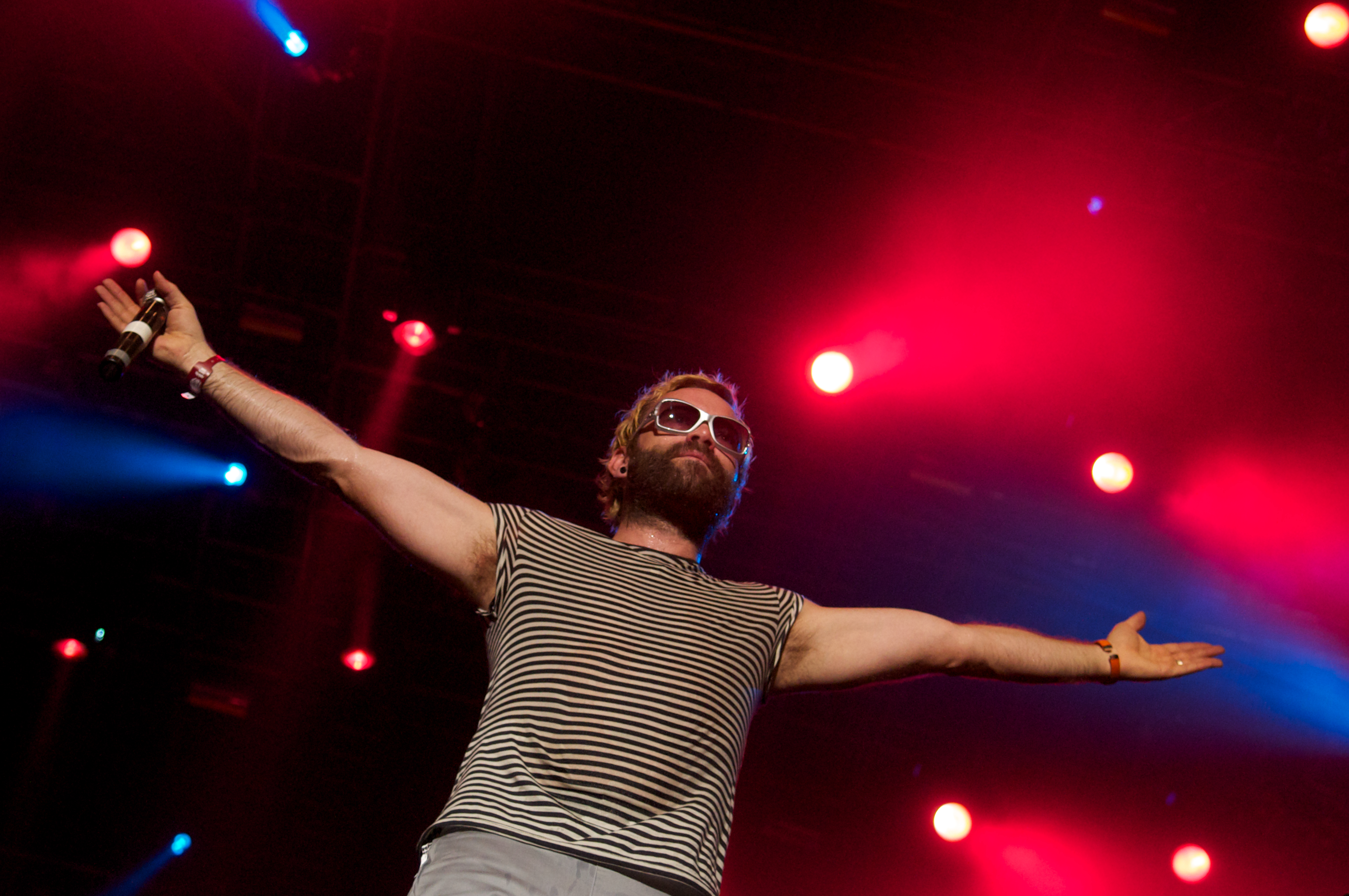
Юен Макфарлейн під час виступу гурту на фесті «Spirit of Burgas» у Бургасі, Болгарія, 2010

Теперішній склад, з 2008
- Говард Ґрей — клавішні, текст, програмінґ
- Тревор Ґрей — клавішні
- Ноко (Норман Фішер Джонс) — гітара
- Юен Макфарлейн — вокал
- Майкл К'юсик — бас-гітара
- Кліф Г'юітт — барабани
- Джеймс Ґарднер — бас-гітара
- Ешлі Краєвський — клавішні
- Рейналт Ап Ґвінед — бас-гітара

2003-2004
- Говард Ґрей — клавішні, текст, програмінґ
- Тревор Ґрей — клавішні
- Мері Бікер (Іан гокслі) — вокал
- Ноко — гітара
- Рейналт Ап Ґвінед — бас-гітара
- Пол Кодіш — барабани
- Джеймс Ґарднер — бас-гітара
- Ешлі Краєвський — клавішні

1997-2000
- Говард Ґрей — клавішні, текст, програмінґ
- Гаррі К (Пол Колбурн) — діджеїнґ, аранжування, вокал
- Ноко — гітара
- Мері Бікер (Іан Гокслі) — вокал
- Рейналт Ап Ґвінед — бас-гітара
- Пол Кодіш — барабани
- Тревор Ґрей — діджеїнґ, клавішні

1994-1995
- Говард Ґрей — клавішні, текст, програмінґ
- Тревор Ґрей — клавішні
- Ноко — вокал, гітара
- Джеймс Ґарднер — бас-гітара
- MC Stevie Hyper-D — реп
- Кліф Г'юітт — барабани

## Дискографія

### Альбоми
- Millennium Fever (1994)
- Electro Glide in Blue (1997)
- Gettin’ High on Your Own Supply (1999)
- Dude Descending a Staircase (2003)
- The Future’s What It Used to Be (2012)

### Синґли
- Lolita/Destiny(1992)
- Blackout (1992)
- Rumble E.P. (1993)
- Astral America (1993)
- Liquid Cool (1994)
- (Don’t Fear) The Reaper (1995)
- Krupa (1996)
- Ain’t Talkin' About Dub (1997)
- Raw Power (1997)
- Carrera Rapida (1997)
- Rendez-Vous 98 (with Jean Michel Jarre; 1998)
- Lost in Space (1998)
- Stop The Rock (1999)
- Heart Go Boom (1999)
- Promo only: Cold Rock The Mic / Crazee Horse (2000)
- Charlie’s Angels 2000 (2000)
- Say What? (with 28 Days; 2001)
- Dude Descending A Staircase (feat. The Beatnuts[en]; 2003)
- A Deeper Dub EP (2011)

## Саундтреки
- «Rapid Racer» (1997, PlayStation
- Загублені у космосі (1998, фільм)
- «FIFA 2000» (1999, відеогра)
- «Gran Turismo 2» (1999, відеогра)
- «Spider Man» (2000, PlayStation)
- «Янголи Чарлі» (2000, фільм)
- «Викрасти за 60 секунд» (2000, фільм)
- «Гонщик» (2001, фільм)
- «Gran Turismo 3» (2001, відеогра)
- «Людина-павук» (2002, фільм)
- «Оселя зла» (2002, фільм)
- «Клан Сопрано» (2002, фільм)
- «SWAT:Спецназ міста янгелів» (2003, фільм)
- «SX Superstar» (2003, відеогра)
- «Євротур» (2004, фільм)
- «В гонитві за свободою» (2004, фільм)
- «EyeToy: AntiGrav» (2004, PlayStation 2)
- «EyeToy: Groove» (2004, PlayStation 2)
- «Gran Turismo 4» (2005, PlayStation 2)
- «Victoria's Secret Fashion Show» (2007)
- «Нереальний блокбастер» (2008, фільм)